# Friedrich Herrmann (Politiker, 1824)
Johann Friedrich Herrmann (* 25. Februar 1824 in Mülheim (Mosel); † 11. Mai 1903 ebenda) war ein deutscher Gutsbesitzer und Politiker.

## Leben
Herrmann war der Sohn des Schöffen und Rotgerbers Johann Friedrich Herrmann (* 8. Februar 1779 in Mülheim; † 8. März 1828 ebenda) und dessen Ehefrau Maria Dorothea Bähr (auch Baechr; Bär) (* 28. November 1793 in Mülheim; † 18. Januar 1861 ebenda). Er war evangelisch und heiratete am 25. Oktober 1847 in erster Ehe Christina Luisa Keith (* 28. September 1827 in Mülheim; † 2. Juni 1854 ebenda). Nach dem Tod der ersten Ehefrau heiratete er am 24. Dezember 1856 in Mülheim in zweiter Ehe Sophia Wilhelmine Haag (* 2. November 1835 in Mülheim; † 31. Juni 1916 ebenda). 
Herrmann lebte wie sein Vater als Rotgerber und Besitzer einer Gerberei sowie als Weingutsbesitzer in Mülheim. Von 1862 bis 1867 war er für den Wahlkreis Trier 2 Mitglied des Preußischen Abgeordnetenhauses. Er gehörte dort der Fraktion des Fortschritts an. Von 1879 bis 1882 war er stellvertretender Abgeordneter im Provinziallandtag der Rheinprovinz und wurde 1879 bis 1881 als Stellvertreter einberufen und nahm an den Landtagsberatungen teil Von 1883 bis 1888 war er dann Abgeordneter, jeweils gewählt im Stand der Landgemeinden im Wahlkreis Bernkastel, Wittlich. Auch nach der Wahlrechtsreform 1888 blieb er bis 1899 Abgeordneter, nun gewählt vom Kreistag.